# باري ليزلي
باري ليزلي (بالإنجليزية: Barry Leslie)‏ هو لاعب كرة قدم أسترالية أسترالي، ولد في 27 أبريل 1946.

## وصلات خارجية
- باري ليزلي على موقع AustralianFootball.com (الإنجليزية)
- باري ليزلي على موقع AFLtables.com (الإنجليزية)